# Miguel Bravo
Miguel Ángel Bravo Prado (ur. 29 października 1986 w Quito) – ekwadorski piłkarz występujący na pozycji defensywnego pomocnika, trener piłkarski, od 2025 roku prowadzi meksykański Cancún.